# 阿克库勒湖 (福海县)
阿克库勒湖（維吾爾語：ئاق كۆل ‎，拉丁维文：Аqköl，“白湖”之意），是一个位于中国新疆维吾尔族自治区阿勒泰地区福海县的湖泊，面积约为4.43平方千米。